# خافيير بوستو
خافيير بوستو (بالإسبانية: Javier Busto)‏ (و. 1949  م) هو ملحن، وقائد جوقة إسباني، ولد في فوينتيرابيا.

## روابط خارجية
- خافيير بوستو على موقع ميوزك برينز (الإنجليزية)
- خافيير بوستو على موقع أول ميوزيك (الإنجليزية)
- خافيير بوستو على موقع ديسكوغز (الإنجليزية)